# Hadelin de Liedekerke Beaufort
Hadelin Stanislas Humbert de Liedekerke Beaufort (Brussel, 11 maart 1816 - Elsene, 3 januari 1890) was een Belgisch volksvertegenwoordiger.

## Levensloop
Liedekerke was een zoon van de diplomaat Florent Auguste de Liedekerke (1789-1855) en van Charlotte-Alix de la Tour du Pin Gouvernet (1796-1822). De grootvader, Hilarion de Liedekerke Beaufort (1762-1841) had in 1816, samen met zijn broer Charles Alexandre de Liedekerke Beaufort (1764-1846) en met zijn halfbroer Gerard de Liedekerke (1750-1827) adelserkenning ontvangen met de bevestiging van de grafelijke titel voor alle nakomelingen. 
Hij trouwde met Marie-Isabelle Van Dopff (Maastricht, 1822 - Namen, 1903), dochter van jonkheer Ferdinandus van Dopff en van Marie-Thérèse de Matha. Ze hadden vier zoons, van wie er twee voor afstammelingen zorgden.
In 1847 werd hij verkozen tot katholiek volksvertegenwoordiger voor het arrondissement Dinant en behield dit mandaat tot aan zijn dood: 43 jaar.
Hij was ook burgemeester van Celles, van 1854 tot 1857 en van 1859 tot 1884. Hij was grootgrondbezitter in deze gemeente.
Van 1854 tot 1870 was hij commissaris van de Société Générale. Hij was ook nog bestuurder van de Hauts-Fourneaux de Montignies-sur-Sambre en van de Mines d'Ario, en commissaris van de Compagnie générale de matériels de chemin de fer.
Hij was bestuurder van de Société royale de zoologie, d'horticulture et d'agrément de la ville de Bruxelles en corresponderend lid van de Koninklijke Commissie voor Monumenten en Landschappen.